# Solitude (Vierne)
Pour les articles homonymes, voir Solitude.
Solitude, op. 44 de Louis Vierne est une suite pour piano en quatre mouvements.
Composé en 1918 après le Quintette pour piano et cordes op. 42 dédiés « en ex-voto » à la mémoire de son fils Jacques, mort à dix-sept ans le 11 novembre 1917, Solitude est dédiée à son frère René, mort pour la France, tué à l'ennemi le 29 mai 1918.
La première audition de l'œuvre a lieu le 13 décembre 1918, par José Iturbi, lors d'un concert donné à la maison du peuple de Lausanne. Le même pianiste reprend l'œuvre à Paris, le 12 février 1920, salle Gaveau.

## Composition
En 1915, Vierne souffre de plus en plus des « premières atteintes d'un glaucome qui est en train d'achever de l'aveugler ». Il confie son désarroi à son élève et amie Nadia Boulanger dans une lettre du 19 août : « Mon système nerveux fortement ébranlé a flanché tout à coup. Je combats en ce moment une crise de névrite optique ». C'est également l'année où la cantatrice Jeanne Montjovet, « la compagne de ce temps douloureux, l'inspiratrice et l'interprète, celle qui avait figuré aux pauvres yeux éteints la raison de vivre et la joie de créer », le quitte après six ans de vie commune. Le 15 décembre, à l'occasion d'une tournée de concerts en Suisse, il consulte l'éminent professeur Samuel Eperon, qui le convainc de tenter une intervention chirurgicale.
Ce sont ainsi, à partir de son retour le 12 juillet 1916, deux années de traitements et de soins tels que « l'oculiste était souvent bien près de se décourager : l'œil droit était encore indemne, sauverait-on l'œil gauche ? Une opération était rendue impossible par l'intervention antérieure ; il fallait donc, à tout prix, conserver cet œil par les moyens purement médicaux et surtout éviter que la contagion ne gagnât l'œil droit ». Or, les complications et les crises se succèdent et, le 30 septembre 1918, une cataracte secondaire, reformée sur l'œil droit, exige une nouvelle opération, pratiquée le 9 octobre, « non sans difficulté ». À peine le patient était-il remis qu'une irido-cyclite, extrêmement douloureuse, l'oblige à demeurer dans l'obscurité totale pendant six mois — épreuve terrible, mais couronnée de succès : « Vierne avait frôlé la cécité totale ».
En pleine convalescence, et comme si « la malchance veillait », le musicien contracte une bronchite chronique avec complication de pneumonie double, dont il ne survit que de justesse. C'est alors qu'il apprend la mort de son fils Jacques, engagé volontaire, pendant les combats sur le front de l'Aisne. Cette nouvelle « l'anéantit totalement » puis motive la composition de son imposant Quintette pour piano et cordes op. 42.
À peine Vierne achevait-il son Quintette qu'un « nouveau malheur venait le frapper, plus cruel encore que la mort de son fils » : le caporal René Vierne est tué à l'ennemi le 29 mai 1918 sur le plateau de Branscourt dans la Marne. Officiellement « porté disparu » dans un premier temps, il apparaît bientôt qu'« un obus de gros calibre l'avait littéralement pulvérisé ». Pour le musicien convalescent, c'est le coup de grâce : il ne se remettra jamais de la perte de son frère. Dix-neuf ans plus tard, le 31 décembre 1936 — quelques mois avant sa mort — il écrit : « Je t'ai donné la sépulture que Dieu t'avait refusée ; ta tombe, c'est dans mon cœur que je l'ai creusée ». Mais le tombeau qu'il lui consacre immédiatement, comme compositeur, est ce poème pour piano.

## Création
La première audition de Solitude a lieu le 13 décembre 1918, par José Iturbi, lors d'un concert donné à la maison du peuple de Lausanne. Le même pianiste reprend l'œuvre à Paris, le 12 février 1920, salle Gaveau. 

## Présentation

### Mouvements et épigraphes
L'œuvre est composée de quatre pièces :
1. « Hantise » — Grave ( = 69) à quatre temps (noté )
« Le souvenir des disparus hante le solitaire ».
2. « Nuit blanche » — Larghetto ( = 69) à 
 — Allegro agitato ( = 84) à 

« Ô douleur, invisible compagne, tu veilles inlassablement près de celui dont tu as mis l'âme en deuil et déchiré le cœur ».
3. « Vision hallucinante » — Agitato ( = 76) à 

« Arrière ! spectre sanglant, si tu n'es qu'une vaine image !… »
4. « La ronde fantastique des revenants » — Lento ( = 66) à quatre temps (noté ) — Allegro risoluto ma non troppo vivo ( = 104) à 

« Troublés dans leur repos par les échos de la joie des vivants, les morts se lèvent et dansent aussi sous le clair de lune ».

La partition est éditée en 1924 par les éditions Sénart.

### Analyse
Franck Besingrand, organiste et biographe de Louis Vierne, considère Solitude comme une partition « sans aucune concession », « étrange, visionnaire et violente ».
Bernard Gavoty, plus réservé, estime que le compositeur s'est précipité « exagérément de fixer cette confidence sur le papier : l'émotion était trop vive encore pour qu'il pût faire le départ entre sa peine et les exigences de sa traduction musicale », laissant « une œuvre heurtée, fiévreuse, dont la valeur documentaire, si l'on peut dire, dépasse l'intérêt proprement musical ».

## Discographie
- Louis Vierne : L'œuvre pour piano, enregistrement intégral par Olivier Gardon (1995, 2 CD Timpani 2C2023)

### Ouvrages généraux
- Marc Vignal, Dictionnaire de la musique, Paris, Larousse, 2005, 1078 p. (ISBN 2-03-511001-7, lire en ligne), « Louis Vierne », p. 1026.

### Monographies
- Franck Besingrand, Louis Vierne, Paris, Bleu nuit éditeur, coll. « Horizons » (no 28), 2011, 176 p. (ISBN 978-2-35884-018-7),
- Bernard Gavoty, Louis Vierne : La vie et l'œuvre, Paris, Buchet/Chastel, 1980 (1re éd. 1943), 322 p.